# Аскольдов, Александр Яковлевич
Алекса́ндр Я́ковлевич Аско́льдов (17 июня 1932, Москва — 21 мая 2018, Гётеборг, Швеция) — советский и российский филолог, кинорежиссёр, педагог.

## Биография
Родился в Москве. Детство провёл в Киеве, где в 1937 году был арестован его отец, Яков Лазаревич Аскольдов (1893—1937), директор киевского завода «Большевик». Вскоре арестовали мать, Александру Ильиничну Амелькину (1905—1982). Мальчик ушёл из квартиры к друзьям отца, опасаясь, что заберут и его. Через несколько месяцев бабушка по материнской линии увезла его и сводную сестру Евгению (род. 1923) в Москву, где жила в коммунальной квартире около Новодевичьего монастыря. В 1941 году мать вернулась из заключения, получив разрешение поселиться в Пензе, на её родине. Во время войны она работала заместителем директора института крови А. А. Багдасарова, стала одним из организаторов донорского движения в СССР, была награждена орденом Красной Звезды. В конце войны её снова посадили.
Как сын «врага народа» Аскольдов не был принят в МГУ и год числился вольнослушателем на филологическом факультете
. В 1955 году окончил филологический факультет МГУ, в 1958 году — аспирантуру Литературного института имени Горького.
Занимался популяризацией творчества Михаила Булгакова. По телефонному справочнику Москвы разыскал вдову писателя, Елену Булгакову, и помог ей составить опись булгаковского архива. В 1959—1960 годах работал рецензентом-инспектором отдела театров, в 1960—1963 годах —главным редактором управления по производству фильмов Министерства культуры СССР, в 1963—1964 годах — членом сценарно-редакционной коллегии Главного управления художественной кинематографии Государственного комитета Совета Министров СССР по кинематографии.
Член Союза кинематографистов СССР с 1963 года, член КПСС с 1964 года.
С 1964 по 1966 год учился на Высших курсов сценаристов и режиссёров в мастерской Леонида Трауберга. В 1967 году в качестве дипломной работы снял на киностудии имени Горького фильм «Комиссар» по мотивам рассказа Василия Гроссмана «В городе Бердичеве». В 1968 году фильм был признан идеологически вредным, не выпущен на экран, а все материалы (негатив, позитив, фонограммы, срезки негатива и позитива и др.) переданы на хранение в Госфильмофонд СССР. До 1981 года Аскольдов числился в штате киностудии имени Горького. В творческом объединении «Экран» снял документальные телефильмы «Товарищ КамАЗ» (1972) и «Судьба моя КамАЗ» (1974).
В 1981 году назначен директором и художественным руководителем Государственного центрального концертного зала «Россия», в 1985 году за «порочный стиль работы», «нарушение финансовой дисциплины» и «злоупотребление служебным положением» снят с должности и исключён из партии.
Осенью 1986 года Союз кинематографистов СССР поставил перед Госкино СССР вопрос о выпуске фильма «Комиссар» в прокат. На заседании коллегии Госкино СССР состоялось обсуждение фильма. Коллегия рекомендовала руководству киностудии имени Горького представить предложения по доработке фильма.
В 1987 году на Московский международный кинофестиваль приехали многие известные зарубежные кинематографисты, увлеченные перестройкой и гласностью: Роберт Де Ниро, Ванесса Редгрейв, Габриэль Гарсиа Маркес и другие. На одной из пресс-конференций после того как Элем Климов заверил, что абсолютно все запрещённые фильмы вышли на экраны, Аскольдов, добравшись до микрофона, рассказал о своём фильме «Комиссар», который всё ещё лежал на полке.
В результате «Комиссар» был впервые показан 11 июля 1987 года в Белом зале Дома кино вне программы фестиваля и стал настоящей сенсацией. На Берлинском международном кинофестивале 1988 года фильм получил четыре приза, в том числе «Серебряного медведя». Вскоре после этого он вышел в советский прокат.
В последующие годы Аскольдов преподавал в киношколах и университетах Германии, Швеции, Великобритании и Италии.
В 1998 году в Германии был опубликован его роман «Возвращение в Иерусалим», а по сути дела сценарий фильма о Соломоне Михоэлсе, который так и не был реализован.
Член Союза кинематографистов России.
Скончался 21 мая 2018 года в Гётеборге, где жил у дочери. Похоронен в Швеции.

### Семья
Жена (с 1953) — Светлана Михайловна Аскольдова (род. в 1931), доктор исторических наук (с 1976).
- Дочь — Марина Александровна Лунд-Аскольдова[10]. Окончила факультет журналистики в МГУ. В 1988 году в Гетеборгском университете (Швеция) защитила диссертацию «Александр Твардовский. Путь к „Новому миру“»[18].
  - Внучка — Анна Лиза Аскольдова

## Фильмография

### Режиссёр
- 1967 — Комиссар
- 1972 — Товарищ КамАЗ (телевизионный, документальный)
- 1974 — Судьба моя — КамАЗ (телевизионный, документальный, совместно с В. Левиным)

### Актёр
- 1992 — Охота на бабочек — эпизод

## Награды
- Орден «За заслуги» III степени (20 августа 2008 года, Украина) — за весомый личный вклад в укрепление авторитета Украины в мире, популяризацию её исторических и современных достижений и по случаю 17-й годовщины независимости Украины[19].